# آلخاندرو سکوپلی
آلخاندرو سکوپلی (به ایتالیایی: Alejandro Scopelli) بازیکن فوتبال و اهل ایتالیا است

## تیم ملی
از سال ۱۹۳۵ میلادی عضو تیم ملی فوتبال ایتالیا بوده و در ۱ بازی ملی حضور داشته‌است. او در بازی‌های ملی‌اش گلی به ثمر نرساند.
آلخاندرو سکوپلی آخرین بازی ملی خود را در سال ۱۹۳۵ میلادی انجام داد.